# 蒂利亚拉
蒂利亚拉（Tiljala）是印度西孟加拉邦加尔各答县东加尔各答的一个社区。